# Komeco
A Komeco é uma empresa brasileira sediada na cidade de Palhoça, no estado de Santa Catarina. Fundada em 1992, possui capital 100% nacional, e atua no ramo de ar-condicionado, aquecedor solar, energia solar fotovoltaica e aquecedor a gás.
A fábrica dos condicionadores de ar, a KMA, é localizada no Polo Industrial de Manaus (PIM), no estado do Amazonas; já os aquecedores solares são fabricados em São José, no estado de Santa Catarina.

## Patrocínio
A Komeco é uma apoiadora do esporte catarinense na grande Florianópolis; foi patrocinadora do Avaí Futebol Clube nos anos de 2011 e 2012 e patrocinou em 2011 o Clube Náutico Francisco Martinelli, um dos principais clubes de remo da região.

## Galeria de fotos

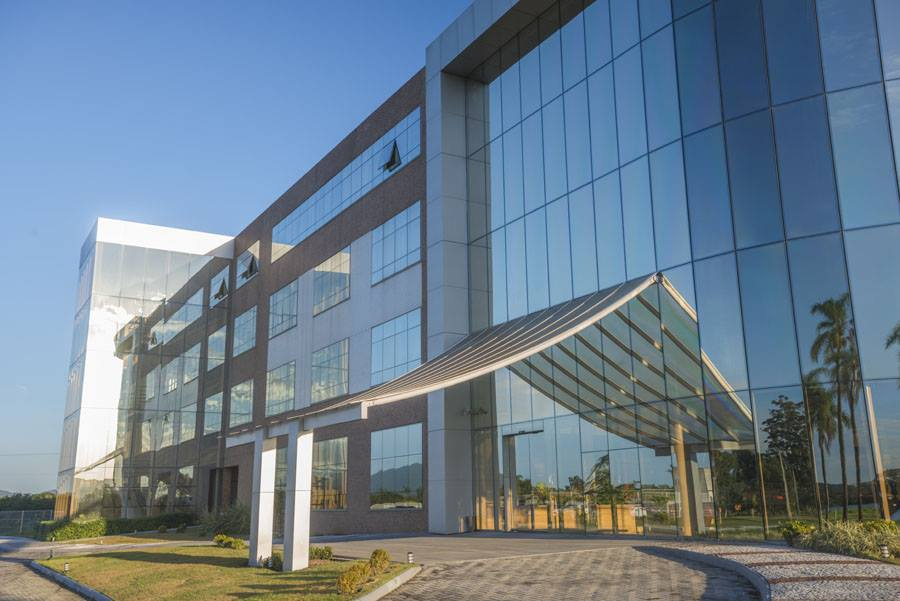
Sede da Komeco em Palhoça (SC)
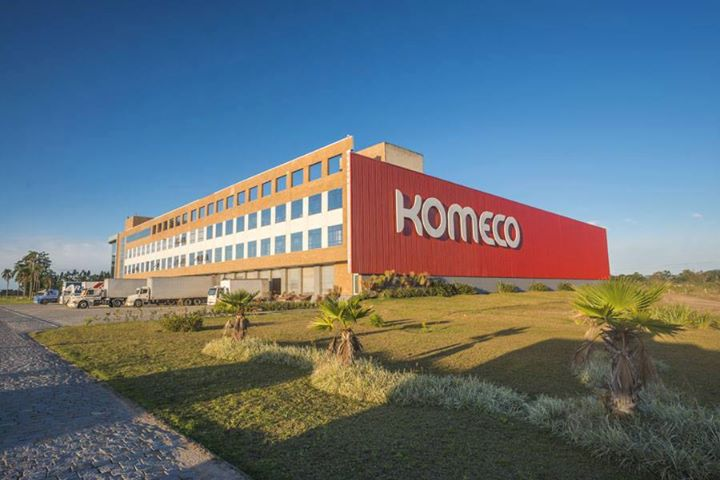
Sede da Komeco em Palhoça (SC)
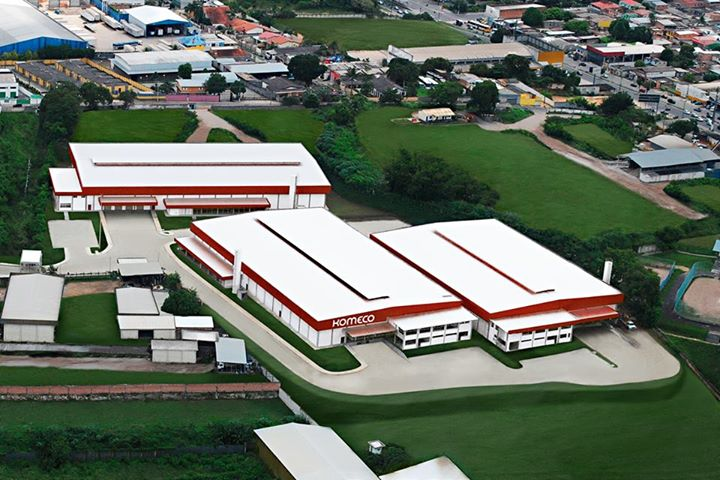
Fábrica da Komeco em Manaus (AM)